# Англо-перська війна
А́нгло-пе́рська війна́ (1 листопада 1856 — 4 квітня 1857 роки) — війна між Великою Британією з одного боку, й каджарською Персією — з іншого. Причиною війни були претензії Персії на контроль над афганським містом Герат.

## Передісторія
У контексті «Великої гри» Велика Британія хотіла, щоб Афганістан був дружньою їй державою, буферною між Британською Індією й російськими територіями в Середній Азії, тому й протидіяла перському впливу в цій країні, оскільки за каджарів Персія стала схилятися до Росії.
Персія неодноразово намагалася захопити Герат силою (останні спроби були зроблені в 1838 і 1852 роках), але кожен раз була змушена відступити, зіткнувшись з опозицією Великої Британії. Проте 25 жовтня 1856 року Персія зробила нову спробу та захопила місто, попри наявні англо-перські домовленості.
Тим часом Велика Британія вже проводила мобілізацію військ, пов'язану з дипломатичним скандалом в столиці Персії, викликаним особистим життям британського посла. Якби не випадок з Гератом, то, можливо, британська демонстрація сили обмежилася б окупацією кількох островів у Перській затоці, але в цій ситуації, що склалася, генерал-губернатор Індії, отримавши наказ з Лондона, 1 листопада оголосив війну Персії.

## Хід війни
Британці ще пам'ятали жахи війни в Афганістані, тому замість того, щоб відправляти армію на допомогу Герату через сушу, вирішили здійснити морський десант на узбережжя Перської затоки та змусити Персію відступити.
Дивізія під командуванням генерал-майора Фостер Сталкера, що складалася з 2300 британських солдатів і 3400 індійських сипаїв з Бомбейського президентства, висадилася на півдні Персії 4 грудня 1856 року на острові Харк, а 9 грудня десантувалася з нього на материк і 10 грудня взяла Бушир. Незабаром розвідка виявила, що в Ширазі розміщено 4 тисячі перських військ, і було вирішено, що виділених сил недостатньо для наступу вглиб континенту. У січні 1857 року на підмогу десанту було відправлено другу дивізію під командуванням бригадного генерала Генрі Хевлока, а командувачем усіма експедиційними силами став генерал-майор Джеймс Аутрам. Підкріплення висадилися в Буширі 20 січня.
Після прибуття підкріплень британські війська висунулися в напрямку міста Боразджан, який перси залишили без бою, і 5 лютого досягли села Гушаб, біля якої було джерело з хорошою водою. Не зумівши провести бій 6 та 7 лютого з ворогом, що ховався в горах, і зіткнувшись з виснаженням продовольчих запасів, Аутрам вирішив повернутися в Бушир, зробивши зупинку біля Гушабу. Через відход британців, перси підійшли до їхнього Гушабського табору, і 8 лютого відбулася Битва при Гушабі, яка стала найбільшим боєм впродовж війни. Переслідування розбитих каджарських військ виглядало марним, і британці повернулися в Бушир.
Було вирішено завдати нового удару далі на північ, висадившись в гирлі річки Шатт-ель-Араб, для чого було відведено 1500 британських і 2400 індійських солдатів. 19 березня британський десант підійшов до гирла річки, 24 березня війська вже знаходилися біля сильно укріпленого міста Хорремшехр. Дії британців були обмежені тим, що вони не мали права заходити на територію Османської імперії, а Хорремшехр знаходився прямо на кордоні, однак перси залишили місто, й 27 березня він був зайнятий британськими військами. 13 тисяч перських солдатів, якими командував Ганлар-мірза, відступили в Ахваз. 1 квітня Ахваз був узятий британцями, які, повернувшись 4 квітня в Хорремшехр, дізналися, що ще 4 квітня в Парижі був підписаний мирний договір.

## Дипломатія
Спочатку переговори між Великою Британією і Персією почалися в Стамбулі, однак були зупинені після того, як британці висунули неприйнятну для персів вимогу: відставка великого візира.
Незабаром переговори поновилися в Парижі, і 4 квітня 1857 року було підписано мирний договір. Відповідно до його умов Персія мала повернути Герат Афганістану, перепросити британському послу після його повернення в Тегеран, укласти торговий договір і співпрацювати в боротьбі з работоргівлею в Перській затоці. Британці погоджувалися не надавати притулку в британському посольстві опонентам шаха, відкликали вимогу зміщення великого візира, а також вимогу, що стосується територіальних концесій імама Маската (союзника Великої Британії).

## Наслідки
Персія покинула Герат (який перейшов під контроль Дост Мухаммеда в 1863 році) й відмовилася від втручання в справи Афганістану. Британські війська повернулися в Індію, куди були відправлені на придушення повстання сипаїв.